# Parafia Macierzyństwa Najświętszej Maryi Panny w Benicach
Parafia Macierzyństwa Najświętszej Maryi Panny w Benicach – parafia rzymskokatolicka należąca do dekanatu Kamień Pomorski, archidiecezji szczecińsko-kamieńskiej, metropolii szczecińsko-kamieńskiej. W parafii posługują księża diecezjalni. Według stanu na wrzesień 2018 proboszczem parafii był ks. Roman Rostkowski. 

## Miejsca święte

### Kościół parafialny
Kościół Macierzyństwa Najświętszej Maryi Panny w Benicach

### Kościoły filialne i kaplice
- Kościół w Chominie[1]
- Kościół pw. Matki Bożej Częstochowskiej w Górkach Pomorskich[1]
- Kościół w Śniatowie[1]